# Final Storm – Der Untergang der Welt
Final Storm – Der Untergang der Welt (Originaltitel Doomsday Device) ist ein US-amerikanischer Science-Fiction-Katastrophenfernsehfilm aus dem Jahr 2017 von Christian Sesma, der auch für das Verfassen des Drehbuchs zuständig war.

## Handlung
Ein uraltes sumerisches Weltuntergangsgerät wird bei einer Hausauflösung aktiviert. In dessen Folge ereignet sich eine verheerende Naturkatastrophe. Wenig später gerät das Relikt in die Hände der zwielichtigen Kora. Die FBI-Agenten Cole und Mack sind ihr schon bald auf der Fährte. Als sie Kora verhaften wollen, aktiviert sie das mächtige antike Gerät und entkommt aufgrund der entstehenden Naturkatastrophe.
Tatsächlich stellt sich später heraus, dass sie gemeinsame Sache mit Alexander Baird macht. Dieser scheint sehr viel über die sumerische Truhe zu wissen. Er hat um sich eine Gruppe mehrerer dubioser Männer versammelt, die damit beginnen, Los Angeles zu terrorisierien. Ziel der Gangsterbande ist es, einen gigantischen Tsunami zu erschaffen, um die Welt zu vernichten.

## Rezeption
„Katastrophenfilm, bei dem die Effekte ebenso lächerlich sind wie das hölzerne Dialogdrehbuch.“

„Mumpitz mit lausigen Tricks und doofem Geschwafel.“

In der Internet Movie Database hat der Film bei über 150 Stimmenabgaben eine Wertung von 2,3 von 10,0 möglichen Sternen.